# 2024년 10월
| 2024년: 1월 · 2월 · 3월 · 4월 · 5월 · 6월 · 7월 · 8월 · 9월 · 10월 · 11월 · 12월 |

| \| 2024년 10월 1일 (화요일) \| \| 편집 \| |  |      |
| 정치와 선거 - 일본 제102대 내각총리대신(총리)에 이시바 시게루가 선출되었다. 이시바 총리는 중의원 12선으로, 자유민주당 간사장(2012. 9.~2014. 9.)을 지냈으며, 2024년 9월 27일 자유민주당 총재 선거에서 당선되었다. |  |      |
| 2024년 10월 1일 (화요일) |  | 편집 |

| 2024년 10월 1일 (화요일) |  | 편집 |

| \| 2024년 10월 2일 (수요일) \| \| 편집 \| |  |      |
|                                           |  |      |
| 2024년 10월 2일 (수요일)                  |  | 편집 |

| 2024년 10월 2일 (수요일) |  | 편집 |

| \| 2024년 10월 3일 (목요일) \| \| 편집 \| |  |      |
|                                           |  |      |
| 2024년 10월 3일 (목요일)                  |  | 편집 |

| 2024년 10월 3일 (목요일) |  | 편집 |

| \| 2024년 10월 4일 (금요일) \| \| 편집 \| |  |      |
|                                           |  |      |
| 2024년 10월 4일 (금요일)                  |  | 편집 |

| 2024년 10월 4일 (금요일) |  | 편집 |

| \| 2024년 10월 5일 (토요일) \| \| 편집 \| |  |      |
|                                           |  |      |
| 2024년 10월 5일 (토요일)                  |  | 편집 |

| 2024년 10월 5일 (토요일) |  | 편집 |

| \| 2024년 10월 6일 (일요일) \| \| 편집 \| |  |      |
|                                           |  |      |
| 2024년 10월 6일 (일요일)                  |  | 편집 |

| 2024년 10월 6일 (일요일) |  | 편집 |

| \| 2024년 10월 7일 (월요일) \| \| 편집 \| |  |      |
|                                           |  |      |
| 2024년 10월 7일 (월요일)                  |  | 편집 |

| 2024년 10월 7일 (월요일) |  | 편집 |

| \| 2024년 10월 8일 (화요일) \| \| 편집 \|                                |  |      |
| 국제 관계 - 북한이 러시아 파병을 위한 특수부대 병력 이동을 시작했다. NIS |  |      |
| 2024년 10월 8일 (화요일)                                                 |  | 편집 |

| 2024년 10월 8일 (화요일) |  | 편집 |

| \| 2024년 10월 9일 (수요일) \| \| 편집 \| |  |      |
|                                           |  |      |
| 2024년 10월 9일 (수요일)                  |  | 편집 |

| 2024년 10월 9일 (수요일) |  | 편집 |

| \| 2024년 10월 10일 (목요일) \| \| 편집 \| |  |      |
| 국제 관계 - 대한민국이 유엔 인권 이사회 이사국으로 선출되었다. 문화와 예술 - 노벨 문학상 수상자 목록: 2024년 노벨 문학상 수상자로 대한민국의 작가 한강이 선정되었다. |  |      |
| 2024년 10월 10일 (목요일) |  | 편집 |

| 2024년 10월 10일 (목요일) |  | 편집 |

| \| 2024년 10월 11일 (금요일) \| \| 편집 \| |  |      |
|                                            |  |      |
| 2024년 10월 11일 (금요일)                  |  | 편집 |

| 2024년 10월 11일 (금요일) |  | 편집 |

| \| 2024년 10월 12일 (토요일) \| \| 편집 \| |  |      |
|                                            |  |      |
| 2024년 10월 12일 (토요일)                  |  | 편집 |

| 2024년 10월 12일 (토요일) |  | 편집 |

| \| 2024년 10월 13일 (일요일) \| \| 편집 \| |  |      |
|                                            |  |      |
| 2024년 10월 13일 (일요일)                  |  | 편집 |

| 2024년 10월 13일 (일요일) |  | 편집 |

| \| 2024년 10월 14일 (월요일) \| \| 편집 \| |  |      |
|                                            |  |      |
| 2024년 10월 14일 (월요일)                  |  | 편집 |

| 2024년 10월 14일 (월요일) |  | 편집 |

| \| 2024년 10월 15일 (화요일) \| \| 편집 \| |  |      |
|                                            |  |      |
| 2024년 10월 15일 (화요일)                  |  | 편집 |

| 2024년 10월 15일 (화요일) |  | 편집 |

| \| 2024년 10월 16일 (수요일) \| \| 편집 \|                                |  |      |
| 정치와 선거 - 2024년 대한민국 재보궐선거: 하반기 재보궐선거가 실시되었다. |  |      |
| 2024년 10월 16일 (수요일)                                                 |  | 편집 |

| 2024년 10월 16일 (수요일) |  | 편집 |

| \| 2024년 10월 17일 (목요일) \| \| 편집 \| |  |      |
|                                            |  |      |
| 2024년 10월 17일 (목요일)                  |  | 편집 |

| 2024년 10월 17일 (목요일) |  | 편집 |

| \| 2024년 10월 18일 (금요일) \| \| 편집 \| |  |      |
|                                            |  |      |
| 2024년 10월 18일 (금요일)                  |  | 편집 |

| 2024년 10월 18일 (금요일) |  | 편집 |

| \| 2024년 10월 19일 (토요일) \| \| 편집 \| |  |      |
|                                            |  |      |
| 2024년 10월 19일 (토요일)                  |  | 편집 |

| 2024년 10월 19일 (토요일) |  | 편집 |

| \| 2024년 10월 20일 (일요일) \| \| 편집 \| |  |      |
|                                            |  |      |
| 2024년 10월 20일 (일요일)                  |  | 편집 |

| 2024년 10월 20일 (일요일) |  | 편집 |

| \| 2024년 10월 21일 (월요일) \| \| 편집 \| |  |      |
| 법과 범죄 - 대한민국 국토교통부가 국가철도공단, 한국철도공사, 서울교통공사에 ‘철도안전법 규정’ 위반과 관련하여 7억 8천만원의 과징금을 부과하였다. |  |      |
| 2024년 10월 21일 (월요일) |  | 편집 |

| 2024년 10월 21일 (월요일) |  | 편집 |

| \| 2024년 10월 22일 (화요일) \| \| 편집 \|                                              |  |      |
| 무력 충돌과 공격 - 헤즈볼라가 베냐민 네타냐후 이스라엘의 총리 자택을 드론으로 공격했다. |  |      |
| 2024년 10월 22일 (화요일)                                                               |  | 편집 |

| 2024년 10월 22일 (화요일) |  | 편집 |

| \| 2024년 10월 23일 (수요일) \| \| 편집 \|                                    |  |      |
| 국제 관계 - 북대서양 조약 기구와 미국은 북한군의 러시아 파병 사실을 인정했다. |  |      |
| 2024년 10월 23일 (수요일)                                                     |  | 편집 |

| 2024년 10월 23일 (수요일) |  | 편집 |

| \| 2024년 10월 24일 (목요일) \| \| 편집 \| |  |      |
|                                            |  |      |
| 2024년 10월 24일 (목요일)                  |  | 편집 |

| 2024년 10월 24일 (목요일) |  | 편집 |

| \| 2024년 10월 25일 (금요일) \| \| 편집 \| |  |      |
| 국제 관계 - 조선민주주의인민공화국이 러시아-우크라이나 전쟁 도중 러시아에 군 파병을 한 사실을 시인했다. 문화와 예술 - 대한민국의 배우 김수미가 사망하였다. 김수미는 MBC 드라마 《전원일기》 등에 출연하였다. 스포츠 - 2024년 월드 시리즈: 북미 메이저 리그 베이스볼 챔피언십 결정전 1차전 경기에서 로스앤젤레스 다저스(LA 다저스)가 6 대 3으로 뉴욕 양키스에 승리하였다. LA 다저스의 10회 2사 만루에서 타석에 나선 프레디 프리먼이 월드 시리즈 사상 첫 끝내기 만루 홈런을 기록하였다. |  |      |
| 2024년 10월 25일 (금요일) |  | 편집 |

| 2024년 10월 25일 (금요일) |  | 편집 |

| \| 2024년 10월 26일 (토요일) \| \| 편집 \|                        |  |      |
| 무력 충돌과 공격 - 이스라엘이 이란의 군사 시설을 보복 공격하였다. |  |      |
| 2024년 10월 26일 (토요일)                                         |  | 편집 |

| 2024년 10월 26일 (토요일) |  | 편집 |

| \| 2024년 10월 27일 (일요일) \| \| 편집 \| |  |      |
| 정치와 선거 - 제50회 일본 중의원 의원 총선거: 일본에서 중의원 의원 선출을 위한 선거가 실시되었다. 출구 조사 결과, 연립 여당인 자유민주당과 공명당의 과반 확보가 어려울 것으로 전망되었다. 중의원 의석 수는 전체 465석이며, 과반은 233석 이상이다. |  |      |
| 2024년 10월 27일 (일요일) |  | 편집 |

| 2024년 10월 27일 (일요일) |  | 편집 |

| \| 2024년 10월 28일 (월요일) \| \| 편집 \| |  |      |
| 사고와 재해 - 2024년 10월 스페인 홍수: 스페인 카스티야라만차, 발렌시아, 안달루시아에서 큰 홍수가 발생하여 95명이 사망했다. 스포츠 - KBO 리그 한국시리즈 5차전에서 KIA 타이거즈가 두산 베어스를 7대 5로 꺾고 시리즈 전적 4승 1패로 2017년 이후 7년만에 통산 12번째 우승을 달성하였다. |  |      |
| 2024년 10월 28일 (월요일) |  | 편집 |

| 2024년 10월 28일 (월요일) |  | 편집 |

| \| 2024년 10월 29일 (화요일) \| \| 편집 \| |  |      |
|                                            |  |      |
| 2024년 10월 29일 (화요일)                  |  | 편집 |

| 2024년 10월 29일 (화요일) |  | 편집 |

| \| 2024년 10월 30일 (수요일) \| \| 편집 \| |  |      |
|                                            |  |      |
| 2024년 10월 30일 (수요일)                  |  | 편집 |

| 2024년 10월 30일 (수요일) |  | 편집 |

| \| 2024년 10월 31일 (목요일) \| \| 편집 \| |  |      |
| 스포츠 - 2024년 월드 시리즈 - 메이저 리그 베이스볼 월드 시리즈 5차전에서 로스앤젤레스 다저스(LA 다저스)가 뉴욕 양키스를 7대 6으로 꺾고 시리즈 전적 4승 1패로 우승하였다. - LA 다저스의 통산 8번째 우승이며, 2020년 월드 시리즈 이후 4년 만의 우승이다. 정치와 선거 - 더불어민주당이 명태균-김건희-윤석열 선거 개입 의혹 사건에 대한 명태균의 통화 녹취를 공개하였다. 서울신문 |  |      |
| 2024년 10월 31일 (목요일) |  | 편집 |

| 2024년 10월 31일 (목요일) |  | 편집 |

| <          | 2024년 10월 | 2024년 10월 | 2024년 10월 | 2024년 10월 | 2024년 10월 | >          |
| 일         | 월          | 화          | 수          | 목          | 금          | 토         |
|            |             | 1 8.29 무술 | 2 30 기해   | 3 9.1 경자  | 4 2 신축    | 5 3 임인   |
| 6 4 계묘   | 7 5 갑진    | 8 6 을사    | 9 7 병오    | 10 8 정미   | 11 9 무신   | 12 10 기유 |
| 13 11 경술 | 14 12 신해  | 15 13 임자  | 16 14 계축  | 17 15 갑인  | 18 16 을묘  | 19 17 병진 |
| 20 18 정사 | 21 19 무오  | 22 20 기미  | 23 21 경신  | 24 22 신유  | 25 23 임술  | 26 24 계해 |
| 27 25 갑자 | 28 26 을축  | 29 27 병인  | 30 28 정묘  | 31 29 무진  |             |            |

| - 2024년 - 9월 - 10월 - 11월 - 10월 16일: 2024년 대한민국 재보궐선거(하반기) 편집하기 |